# 任意球
任意球（英語：Free Kick），又稱罚球 ，是一种在足球比赛中发生犯規后重新开始比赛的方法。属于定点球的一种。
任意球分两种：直接任意球（踢球队员可将球直接射入犯规队的球门得分）及间接任意球（踢球队员不可直接射门得分，球在进入球门前必须被其他队员踢或触及） 。

## 规则
球在被踢出前必须放定。所有对方队员必须距球至少9.15（10碼），除非他们已站在本方的球门线上不能再往后退；当球滚动至球的圆周距离时，比赛即为恢复。
如果是在本方罚球区内踢直接或间接任意球，对方队员必须距球至少9.15（10碼）并且处在罚球区以外；当球滚至球的圆周距离，并出罚球区后比赛即为恢复。守门员不得将球接入手中后再踢出进入比赛；如球未被直接踢出罚球区，则应令重踢。
門將方面的自由球-守方在本方球门区内踢任意球时，可以在球门区内的任何地点执行。攻方在对方球门区内踢间接任意球时，应在距犯规地点最近的、与球门线平行的球门区线上执行。
如踢任意球的队员在球被踢出后，经其他队员踢或触及前再次触球，则应判由对方队员在犯规地点踢间接任意球。